# جيرهارد هينينج
جيرهارد هينينج (بالسويدية: Gerhard Henning)‏ هو نحات سويدي، ولد في 27 مايو 1880 في ستوكهولم في السويد، وتوفي في 16 سبتمبر 1967 في هليرب ‏ في الدنمارك.

## وصلات خارجية
- جيرهارد هينينج على موقع أوليمبيديا (الإنجليزية)